# Lotbrücke Clairac
Die Lotbrücke Clairac ist eine Straßenbrücke in Clairac im Département Lot-et-Garonne in der französischen Region Nouvelle-Aquitaine.

## Beschreibung
Die zweispurige Brücke führt die Route départementale D146 über den Lot und den Quai de la République. Die hoch gelegene Brücke hat eine lange, aufgeständerte Rampe in die Avenue de la Libération (D146) hinein. Vom Quai de la République zweigt die Rue Gambetta ab und steigt auf einer aufgeständerten Rampe zu einer Einmündung an der Brücke hinauf.
Die Brücke ist insgesamt 202 m lang und 8 m breit. Sie überquert den Fluss mit drei 49 m weiten Segmentbögen, bei denen die Fahrbahn auf je zwei schlanken Stahlbetonbögen aufgeständert ist.
Die Brücke wurde von Nicolas Esquillan entworfen und von den Entreprises Boussiron zwischen 1936 und 1939 erbaut.

## Geschichte
Die erste Brücke über den Lot in Clairac war eine Hängebrücke, die aufgrund einer 1831 erteilten Konzession von der Aktiengesellschaft Compagnie du Pont de Clairac der Sieurs Balguerie errichtet wurde, einer alten, angesehenen Familie, deren Angehörige schon die Pont de pierre in Bordeaux gebaut hatten. 1889 wurde die Brückenmaut abgeschafft. Die Brücke selbst tat noch ihren Dienst bis 1935, als sie endgültig nicht mehr dem gestiegenen Verkehr gewachsen war.